# Латијано
Латијано (итал. Latiano) је насеље у Италији у округу Бриндизи, региону Апулија.
Према процени из 2011. у насељу је живело 14662 становника. Насеље се налази на надморској висини од 102 м.

## Становништво
| 1931.  | 1936.  | 1951.  | 1961.  | 1971.  | 1981.  | 1991.  | 2001.  | 2011.  |
| ------ | ------ | ------ | ------ | ------ | ------ | ------ | ------ | ------ |
| 10.010 | 10.506 | 12.487 | 13.689 | 14.295 | 15.492 | 15.592 | 15.371 | 15.045 |